# Dichochrysa picteti
Dichochrysa picteti is een insect uit de familie van de gaasvliegen (Chrysopidae), die tot de orde netvleugeligen (Neuroptera) behoort. 
Dichochrysa picteti is voor het eerst wetenschappelijk beschreven door McLachlan in 1880.